# Chiesa di Santa Maria della Pace (Palermo)
La chiesa di Santa Maria della Pace (conosciuta anche come Chiesa dei Cappuccini) è una chiesa tardo gotica successivamente ristrutturata in stile barocco nel quartiere Cuba di Palermo.
L'aggregato monumentale costituito dalla chiesa di Santa Maria della Pace, dal convento dell'Ordine dei frati minori cappuccini, dalle Catacombe dei Cappuccini e dal Cimitero dei Cappuccini è ubicato in fondo alla seicentesca strada via Ippolito Pindemonte.

## Storia
- 1071, Primitivo luogo di culto d'epoca normanna, la chiesa di San Leonardo dei Lebbrosi, e strutture cittadine destinate in epoca normanna a lebbrosario.[2][3]
- 1533, Insediamento dell'ordine francescano riformato o Cappuccini, giunto a Palermo pochi anni dopo il riconoscimento di Papa Clemente VII. I fondatori furono Ludovico e Bernardino da Reggio, quest'ultimo invitato in Sicilia a diffondere le Riforme dei Cappuccini.
- 1534, I frati ottennero subito dal Senato palermitano la concessione pro tempore di un terreno «extra moenia in contrada Dainisindi» comprendente l'antica chiesetta normanna di Santa Maria della Pace.[4]

Pochi anni dopo, nel 1565 i Cappuccini riedificano la chiesa con annesso un vasto convento. I frati avevano già realizzato la chiesa, in realtà è un riadattamento dell'esistente edificio, più che di costruzione ex novo, adottando la pianta propria delle chiese cappuccine: una navata centrale con cappelle laterali intercomunicanti.
- 1618, Per iniziativa di don Ottavio d'Aragona è avviata la ricostruzione dalle fondamenta che ne alterò completamente l'originaria struttura. La riconsacrazione del nuovo edificio avvenne solo il 6 giugno 1623 a causa della lentezza del cantiere di lavoro protrattosi per oltre mezzo secolo.[7]
- 1621, Vengono sepolti nuovi corpi nelle cripte e nelle Catacombe dei Cappuccini.[1][8]
- 1623, Restauri. Convento francescano dell'Ordine dei frati minori cappuccini sotto il titolo di «Madonna della Pace».[1]
- 1701. Della primitiva costruzione il canonico Antonio Mongitore documenta due finestre di forma ogivale e una finestrella a feritoia sulla parete sud, unici manufatti pervenuti. Una incisione del 1575 illustra le architetture originarie dell'edificio.

Nel 1854 è aggiunto l'altare maggiore intagliato in legno, opera di uno dei frati del convento. L'attuale aspetto è dovuto ad un'ulteriore ricostruzione avvenuta nel 1934. L'intervento è attuato con lo scopo di aumentare la capienza interna, operando attraverso l'abolizione delle cappelle laterali, optando per la soluzione a tre navate con ambiente centrale più ampio e capiente rispetto alla preesistente costruzione.
L'aggregato monumentale era meta d'interesse del Grand Tour, Alessandro Dumas, Mario Praz, Guy de Maupassant, Fanny Lewald e Carlo Levi sono annoverati tra i visitatori celebri che fanno espresso riferimento dell'attrattiva nelle loro opere. Un luogo talmente suggestivo cui non rimase insensibile neppure Ippolito Pindemonte, che visitò le Catacombe dei Cappuccini il 2 novembre durante uno dei suoi viaggi e le menziona nei versi del poemetto I cimiteri, cui alludono i versi 213/4 nel carme Dei sepolcri dell'amico Ugo Foscolo.

## Struttura
Pianta basicale divisa in tre navate senza transetto, le navate sono corredate di sepolcri. In fondo alle navate sono presenti un'ampia sagrestia e il coro, entrambi corredati da un ampio crocefisso e arredati con mobili settecenteschi.
All'interno della Chiesa troviamo parte dell'antica chiesa tardo gotica con il soffitto diviso a volte a crociera ogivali costolonate; vastissimo è il numero di opere d'arte e monumenti sepolcrali che vennero costruiti in un periodo che va dalla metà del XVIII secolo agli inizi del XIX secolo da nobili e viceré che hanno protetto e sostenuto il Convento.
Al di sotto della chiesa vi è una catacomba scavata verso la fine del XVI secolo in stile gotico con corridoi con volte a crociera ogivali costolonate e corridoi con volta ogivale; la struttura di forma rettangolare, che raccoglie circa ottomila salme, e accanto alla chiesa si trovano le famose Catacombe dei Cappuccini con l'annesso cimitero.
Molti ambienti del convento e la stessa chiesa vantano un nutrito ciclo pittorico realizzato da Fedele Tirrito.

### Interno

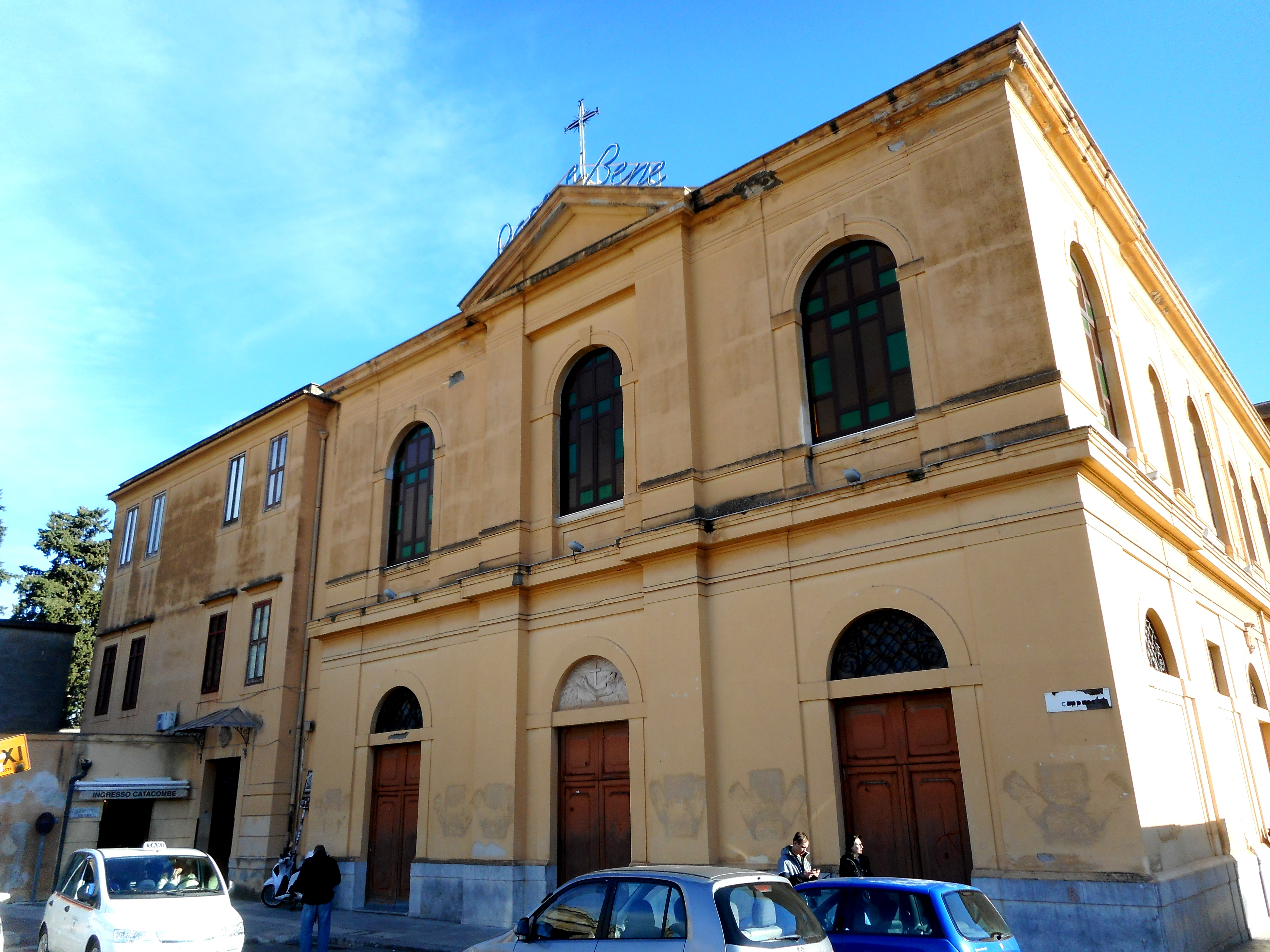
Esterno della struttura

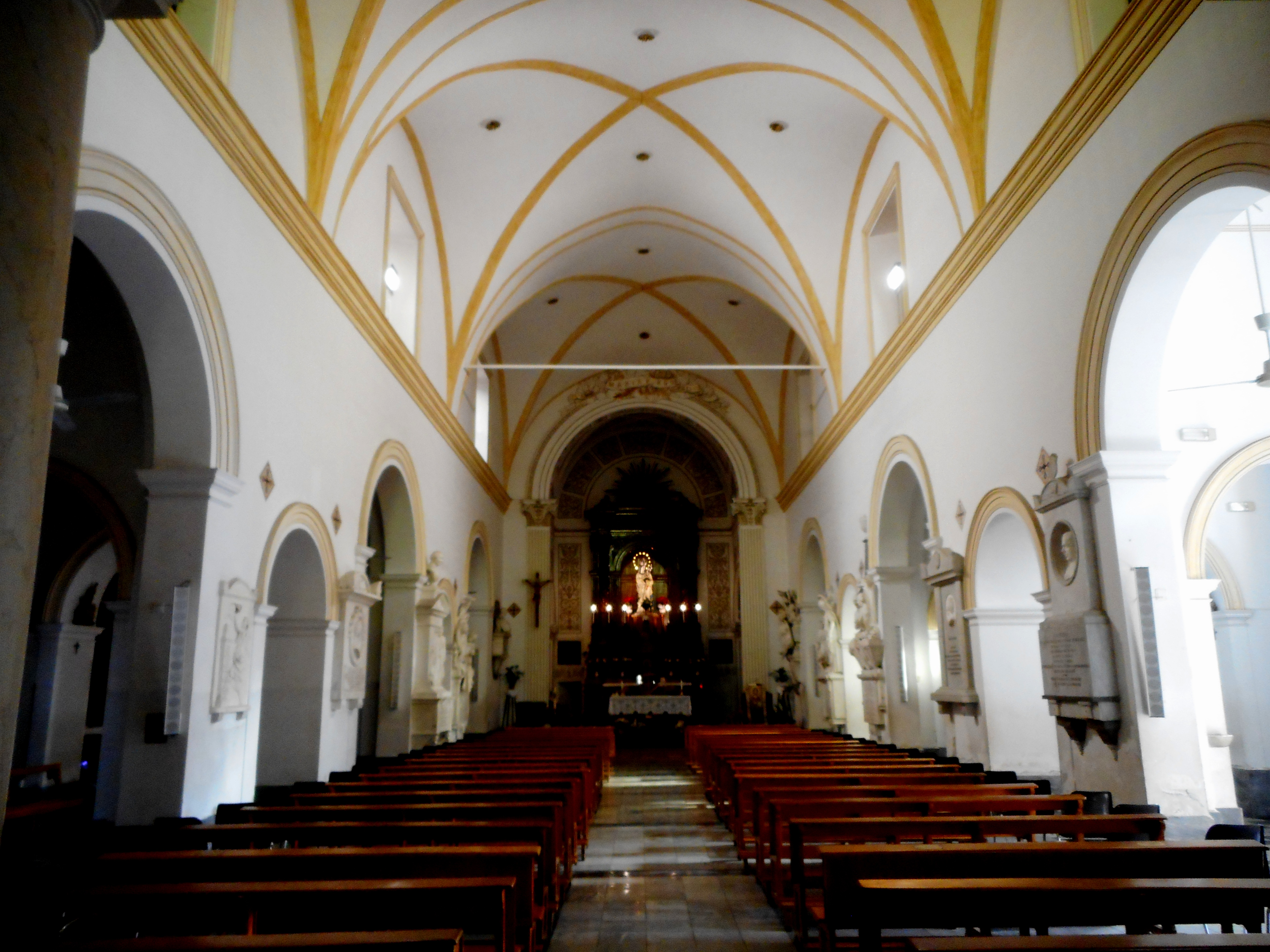
Navata centrale

Sopra il portone centrale di ingresso nella controfacciata c'è il busto marmoreo del principe Gaetano Cottone.
- Mausoleo di Eustachio di Laviefuille († 23 luglio 1754), Viceré di Sicilia, manufatto marmoreo opera di Ignazio Marabitti.[9]
- Mausoleo di Carlo Filippo Cottone, principe di Castelnuovo, manufatto marmoreo opera di Ignazio Marabitti.[9]

#### Navata destra
- Prima campata: tomba del venerabile Andrea Sciortino da Burgio († 1772).
- Seconda campata: Cappella di Sant'Anna. Sulla sopraelevazione dell'altare la tela raffigurante Sant'Anna, la Vergine col Bambino Gesù e un agnellino, opera attribuita a un seguace di scuola vinciana.
- Terza campata: Cappella di Santa Maria della Pace. Ambiente con altare ligneo secentesco e statua raffigurante Santa Rosalia. In alto la terracotta raffigurante Santa Maria della Pace, titolare della chiesa (copia di un originale tardoquattrocentesco).
- Quarta campata: Cappella di San Bernardo da Corleone. Alla parete un Crocifisso di scuola fiamminga, sulla mensa una statua del beato San Bernardo da Corleone in estasi, opera di Benedetto Valenza da Trapani (1790) e l'urna con le ossa del santo corleonese († 1667).
- Quinta campata: ai piedi di un monumento funebre di stile neoclassico, dedicato al marchese Forcella, giace il grande cappuccino taumaturgo Girolamo da Corleone († 1717).

#### Navata sinistra
- Prima campata: Cappella dell'Immacolata Concezione. L'ambiente custodisce la tela del pittore cappuccino Fedele da San Biagio Platani († 1801) raffigurante l'Immacolata Concezione ritratta con la Trinità e Santi. Nella stessa cappella troviamo il monumento funebre a Vincenzo Natoli, opera dello scultore Filippo Pennino, sotto del quale c'è un sarcofago artistico che contiene il corpicino di Francesco D'Avalos († 1570), figlio del Viceré di Sicilia, Francesco Ferdinando d'Avalos.
- Seconda campata: Cappella. Tomba dell'eroico vescovo missionario cappuccino Cirillo Giovanni Zohrabian († 1972).
- Terza campata: Cappella reliquiario. Reliquiario del '600 e una statua recente raffigurante San Francesco d'Assisi. Ai piedi di questa cappella riposano i servi di Dio cappuccini Giuseppe Taverna da Cammarata († 1677) e Salvatore da Pantelleria († 1711).
- Quarta campata: Cappella dello sposalizio di San Giuseppe. Altare ligneo con tela raffigurante lo Sposalizio di San Giuseppe con Maria di Olivio Sozzi del 1765.[10]
- Quinta campata: Cappella. Monumento funebre a Ferdinando Francesco Gravina, principe di Palagonia, di scultore ignoto.

#### Presbiterio
Nel cappellone centrale, collocata su un ricco altare ligneo con intagli, opera di frate Riccardo da Palermo (1871), è custodita la statua marmorea raffigurante la Madonna dei Cappuccini. I Frati hanno ricevuto in dono questa statua nel 1731 dalla famiglia Lavaggi, alla quale era giunta dopo varie peripezie. Il simulacro fu incoronato con solennità nel 1779.
Nell'antisacrestia sono custodite due tele artistiche: Nascita di Cristo, dipinto attribuito a Matthias Stomer (1650 circa) ed il Presepio ascrivibile a Gerard van Honthorst.
In sacrestia domina il Crocifisso scolpito da frate Benedetto Valenza da Trapani e quattro crocifissini in bosso, attribuiti allo stesso artista.
Nel coro è collocato un Calvario, un capolavoro di Benedetto, e dipinti del Fedele da San Biagio Platani con scene della Passione di Cristo.

## Sepolture
Personalità sepolte o commemorate con medaglioni o targhe:
- 1766 28 marzo, Francesco Ferrigno, ecclesiastico, artista, ingegnere, architetto, opera di Ignazio Marabitti;
- 1781 circa, Giuseppe e Giovan Battista Paternò Asmundo, marchesi di Sessa, opera di Ignazio Marabitti;
- 1791 e 1792, Gaetano Cottone e Onofrio Ardizzone, opera di Ignazio Marabitti;
- 1859, Lapide funebre di Marianna Amari, opera di Benedetto Delisi.

## Opere
- Sepoltura di Francesco d'Aquino, principe di Caramanico († 9 gennaio 1795).[9]
- XVIII secolo, San Francesco in orazione, olio su tela riferita ad uno Zoppo di Gangi, opera documentata nella Cappella di San Francesco d'Assisi e poi trasferita nell'antirefettorio del convento.[10]
- XVII secolo, Sant'Agnese, olio su tela, opera di Vincenzo Roggeri.